# Ramal Sul de Espírito Santo
| |     |                         |                         |
| \| \| \| Linha de Manhuaçu \| \| \| \| 0,0 \| Espera Feliz \| Espera Feliz \| \| \| \| Linha de Manhuaçu \| \| \| \| \| Divisa \| \| \| \| \| Pimentel \| \| \| \| \| São Romão \| \| \| \| \| Guaçuí \| \| \| \| \| Celina \| \| \| \| \| Alegre \| \| \| \| \| Rive \| \| \| \| \| Vala do Souza \| \| \| \| \| Cristal \| \| \| \| \| Flora \| \| \| \| \| Pacotuba \| \| \| \| \| São João da Mata \| \| \| \| \| Coutinho \| \| \| \| \| Ramal de Castelo \| \| \| \| \| Morro Grande \| \| \| \| \| Linha do Litoral \| \| \| \| \| Cachoeiro do Itapemirim \| \| \| \| \| Linha do Litoral \| \| |     |                         |                         |
| Strecke von links (außer Betrieb) |     | Linha de Manhuaçu       | Linha de Manhuaçu       |
| Bahnhof (Strecke außer Betrieb) | 0,0 | Espera Feliz            | Espera Feliz            |
| Abzweig geradeaus und nach rechts (Strecke außer Betrieb) |     | Linha de Manhuaçu       | Linha de Manhuaçu       |
| Bahnhof (Strecke außer Betrieb) |     | Divisa                  | Divisa                  |
| Bahnhof (Strecke außer Betrieb) |     | Pimentel                | Pimentel                |
| Bahnhof (Strecke außer Betrieb) |     | São Romão               | São Romão               |
| Bahnhof (Strecke außer Betrieb) |     | Guaçuí                  | Guaçuí                  |
| Bahnhof (Strecke außer Betrieb) |     | Celina                  | Celina                  |
| Bahnhof (Strecke außer Betrieb) |     | Alegre                  | Alegre                  |
| Bahnhof (Strecke außer Betrieb) |     | Rive                    | Rive                    |
| Bahnhof (Strecke außer Betrieb) |     | Vala do Souza           | Vala do Souza           |
| Bahnhof (Strecke außer Betrieb) |     | Cristal                 | Cristal                 |
| Bahnhof (Strecke außer Betrieb) |     | Flora                   | Flora                   |
| Bahnhof (Strecke außer Betrieb) |     | Pacotuba                | Pacotuba                |
| Bahnhof (Strecke außer Betrieb) |     | São João da Mata        | São João da Mata        |
| Bahnhof (Strecke außer Betrieb) |     | Coutinho                | Coutinho                |
| Abzweig geradeaus, nach rechts und von rechts (Strecke außer Betrieb) |     | Ramal de Castelo        | Ramal de Castelo        |
| Bahnhof (Strecke außer Betrieb) |     | Morro Grande            | Morro Grande            |
| Abzweig ehemals geradeaus, ehemals nach rechts und von rechts |     | Linha do Litoral        | Linha do Litoral        |
| Bahnhof |     | Cachoeiro do Itapemirim | Cachoeiro do Itapemirim |
| Strecke nach links |     | Linha do Litoral        | Linha do Litoral        |

Der Ramal Sul do Espírito Santo ist eine historische Eisenbahnstrecke in Brasilien, die die damalige Provinz Espírito Santo mit Rio de Janeiro und Minas Gerais verband.

## Geschichte
Die Eisenbahnstrecke Ramal Sul do Espírito Santo hatte ihren Ursprung in der Eisenbahngesellschaft  E. F. Sul do Espírito Santo, die auch eine Linie in der Region von Vitória besaß. Die Gesellschaft war staatlich und gehörte der Provinzregierung von Espírito Santo. Im Jahr 1908 übernahm die Estrada de Ferro Leopoldina diese Linie sowie die Linha de Caravelas von Vitória bis Castelo und bis Rive auf der anderen Seite im Bahnhof von Matosinhos (Coutinho) endend. Diese Streckenabschnitte waren im Jahr 1887 fertiggestellt. Auch das Anschlussgleis nach Castelo – Ramal do Castelo – war zuerst einmal Teil der Linha de Caravelas und wurde erst später durch die Leopoldina übernommen und schon 1963 durch die RFFSA stillgelegt. Um in Minas Gerais anzukommen und auf die Linha de Manhuaçu zu treffen, wurde noch weitere 5 Jahre am Teilstück Rive-Alegre bis 1912 gebaut und bis Espera Feliz, der Endstation der Strecke, noch bis 1913. Zum Ende der 60er-Jahre wurde das Teilstück Cachoeiro-Guaçuí für den Passagierverkehr geschlossen und am 26. Oktober 1972 durch die Rede Ferroviária Federal RFFSA dann völlig stillgelegt. Das andere Teilstück  Espera Feliz-Guaçuí war im Passagierverkehr noch bis 1971 aktiv, wurde dann aber inzwischen ebenfalls stillgelegt.